# Martin Lepage
Pour les articles homonymes, voir Lepage.
Martin Lepage (né le 26 février 1974 à Longueuil, dans la province de Québec au Canada) est un joueur professionnel canadien de hockey sur glace.

## Carrière de joueur
Il fut repêché par les Nordiques de Québec en 1992 alors qu'il évoluait pour les Olympiques de Hull dans la Ligue de hockey junior majeur du Québec. Il y joua trois saisons de plus avant de se joindre aux Knights de Nashville de la East Coast Hockey League au terme de la saison 1994-1995. Il se joint la saison suivante aux Thunderbirds de Wheeling où il cumula 22 points et 235 minutes de pénalités.
Il joua en 1996-1997 neuf parties avec le club de Viry en France avant de terminer la saison avec les Nailers de Wheeling dans l'ECHL. Il joua une saison de plus avec les Dinosaures de Sorel dans la Ligue de hockey semi-professionnel du Québec avant d'accrocher définitivement ses patins.
Il est le petit frère de Stéphane Lepage, conseiller municipal de Beloeil. 

## Statistiques
| Saison    | Équipe                   | Ligue        |    | Saison régulière | Saison régulière | Saison régulière | Saison régulière | Saison régulière |   | Séries éliminatoires | Séries éliminatoires | Séries éliminatoires | Séries éliminatoires | Séries éliminatoires |
| Saison    | Équipe                   | Ligue        | PJ | B                | A                | Pts              | Pun              | PJ               | B | A                    | Pts                  | Pun                  |                      |                      |
| 1990-1991 | Olympiques de Hull       | LHJMQ        | 60 | 0                | 8                | 8                | 48               | 6                | 0 | 1                    | 1                    | 6                    |                      |                      |
| 1991-1992 | Olympiques de Hull       | LHJMQ        | 69 | 2                | 10               | 12               | 71               | -                | - | -                    | -                    | -                    |                      |                      |
| 1992-1993 | Olympiques de Hull       | LHJMQ        | 6  | 1                | 5                | 6                | 23               | -                | - | -                    | -                    | -                    |                      |                      |
| 1992-1993 | Cataractes de Shawinigan | LHJMQ        | 55 | 6                | 21               | 27               | 110              | -                | - | -                    | -                    | -                    |                      |                      |
| 1993-1994 | Cataractes de Shawinigan | LHJMQ        | 66 | 6                | 28               | 34               | 119              | -                | - | -                    | -                    | -                    |                      |                      |
| 1994-1995 | Bisons de Granby         | LHJMQ        | 33 | 2                | 12               | 14               | 94               | 13               | 2 | 4                    | 6                    | 46                   |                      |                      |
| 1994-1995 | Knights de Nashville     | ECHL         | 3  | 0                | 1                | 1                | 2                | -                | - | -                    | -                    | -                    |                      |                      |
| 1995-1996 | Thunderbirds de Wheeling | ECHL         | 65 | 5                | 17               | 22               | 235              | 7                | 2 | 1                    | 3                    | 11                   |                      |                      |
| 1996-1997 | Jets de Viry-Essonne     | Ligue Magnus | 9  | 2                | 2                | 4                | 14               | -                | - | -                    | -                    | -                    |                      |                      |
| 1996-1997 | Nailers de Wheeling      | ECHL         | 63 | 7                | 38               | 45               | 175              | 3                | 0 | 2                    | 2                    | 16                   |                      |                      |
| 1997-1998 | Dinosaures de Sorel      | LHSPQ        | 16 | 4                | 9                | 13               | 9                | 4                | 0 | 2                    | 2                    | 6                    |                      |                      |